# Jean de La Monneraye
Le comte Jean de La Monneraye est un bibliothécaire et historien français né le 11 septembre 1889 à Pontvallain et mort à Versailles le 20 février 1981.

## Biographie
D'origine bretonne, fils de Charles de La Monneraye, receveur de l'Enregistrement, directeur des Mutuelles du Mans Assurances (MMA), et de Marguerite Turpin de La Tréhardière, Jean de La Monneraye obtient une licence ès lettres et une en droit, sort diplômé d'études supérieures d'histoire et entre à l'École des chartes en 1912 où il obtiendra le diplôme d'archiviste paléographe en 1921 grâce à une thèse sur le régime seigneurial dans le Maine au 18e siècle. En parallèle, par concours, il intègre en 1913 la Bibliothèque historique de la ville de Paris  où il fera toute sa carrière.
Il sera également président de la Société de l'École des chartes de 1970 à 1971, membre de la Commission des travaux historiques de la ville de Paris, de la commission des antiquités et arts de Seine-et-Oise, de la Commission du Vieux Paris. Il était membre du conseil d'administration de la Société d'histoire religieuse de la France et président de la Société de l'histoire de Paris et de l'Île-de-France (1960-1962).

## Publications
- Le régime féodal, 1922
- Musée Carnavalet. Les Grands créateurs de Paris et leurs œuvres : juillet-octobre 1951. [Catalogue par Jean de La Monneraye et Jacques Wilhelm / Préface par Pierre de Gaulle ; Avant-propos par Yvon Bizardel.] / Paris : les Presses artistiques , (1952)
- Le régime féodal : et les classes rurales dans le Maine au XVIIIe siècle / par Jean de La Monneraye, etc. / Paris : Sirey , 1922
- La crise du logement ȧ Paris pendant la revolution / Paris : E. Champion , 1928
- Visages de l'Ile-de-France [Texte imprimé] : Paris / par Jean de La Monneraye, Auguste Dupouy, Roger-Armand Weigert / Paris : Éd. des horizons de France , 1946, 1948
- Un Procès "archéologique" à la fin de l'Ancien Régime : L'enceinte de Philippe Auguste comprenait-elle un fossé à la hauteur de la rue Plâtrière (aujourd'hui rue Jean-Jacques Rousseau), à Paris / Jean de La Monneraye / Paris : Société de l'École des chartes, 1955
- Les Dames de Montmartre, 1966
- Paris : Jean de La Monneraye, etc. Roger-Armand Weigert, etc. / [Paris] : Horizons de France , 1968
- André Vaquier (1886-1976), 1980
- Terrier de la censive de l'archevêché dans Paris, 1981
- Souvenirs de 1760 à 1791, 1998

## Source
- Nécrologie par Henry de Surirey de Saint-Remy (Bibliothèque de l'École des chartes, année 1981, volume 139, Numéro 2, p. 354-357)
- Notices d'autorité :   - VIAF
  - ISNI
  - BnF (données)
  - IdRef
  - LCCN
  - Belgique
  - Pologne
  - NUKAT
  - Brésil
  - WorldCat
- Ressources relatives à la recherche :   - La France savante
  - Persée